# Шрёдер, Густав
Густав Шрёдер (27 сентября 1885, Гадерслебен, Германская империя — 10 января 1959, Гамбург, ФРГ) — немецкий капитан, приобрел известность за попытку спасти 937 еврейских эмигрантов — пассажиров круизного лайнера «Сент-Луис» от нацистского преследования в 1939 году.

## Биография
Шрёдер происходил из старинной и богатой датско-немецкой семьи. В 1902 году он начал морскую карьеру на парусном учебном судне Großherzogin Elisabeth. Плавал на разных судах в качестве матроса, затем офицера. Во время Первой мировой войны был интернирован в Калькутте. Вернулся в Германию в 1919 году.
В 1921 году Шрёдер поступил на работу в судоходную компанию Hapag (Hamburg-Amerikanische Packetfahrt-Actiengesellschaft). В августе 1936 года получил пост капитана на судне Oceana.

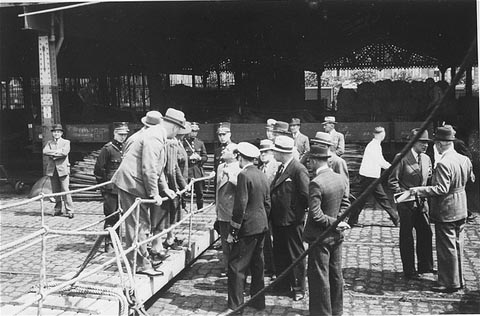
Шрёдер ведёт переговоры с бельгийскими чиновниками в порту Антверпена

13 мая 1939 года судно «Сент-Луис» под командованием Густава Шрёдера отправилось из Гамбурга на Кубу с 930 еврейскими беженцами на борту. Ни на Кубе, ни в США, ни в Канаде не приняли беженцев, и судно отправилось обратно в Гамбург. За это время удалось достичь соглашения о приёме части беженцев в Великобритании, Бельгии, Франции и Нидерландах.
После 1940 года Шрёдер больше никогда не выходил в море. В 1949 году он опубликовал мемуары о плавании «Сент-Луиса». Умер 10 января 1959 года в Гамбурге.

## Награды и память
В 1957 году капитан Шрёдер был награждён Федеративной Республикой Германии орденом «За заслуги». 11 марта 1993 года в израильском Национальном мемориале Холокоста Яд ва-Шем Густав Шрёдер наряду с Оскаром Шиндлером был посмертно удостоен звания Праведника мира за героизм, проявленный при спасении пассажиров «Сент-Луиса». Одна из улиц Гамбурга в 2000 году была названа в его честь.